# درنغ (بشتكوه)
درنغ (بالفارسية: درنگ) هي قرية تقع في إيران في Poshtkuh Rural District. يقدر عدد سكانها بـ 357 نسمة بحسب إحصاء 2016.